# Jorge Porley
Jorge Eduardo Porley Centena (ur. 11 maja 1963) – urugwajski bokser.
Uczestniczył w Letnich Igrzyskach Olimpijskich, w 1992 roku, przegrał w pierwszej rundzie w wadze lekkośredniej z Ole Klemetsenem.